# Annexe (navigation)
Pour les articles homonymes, voir annexe.

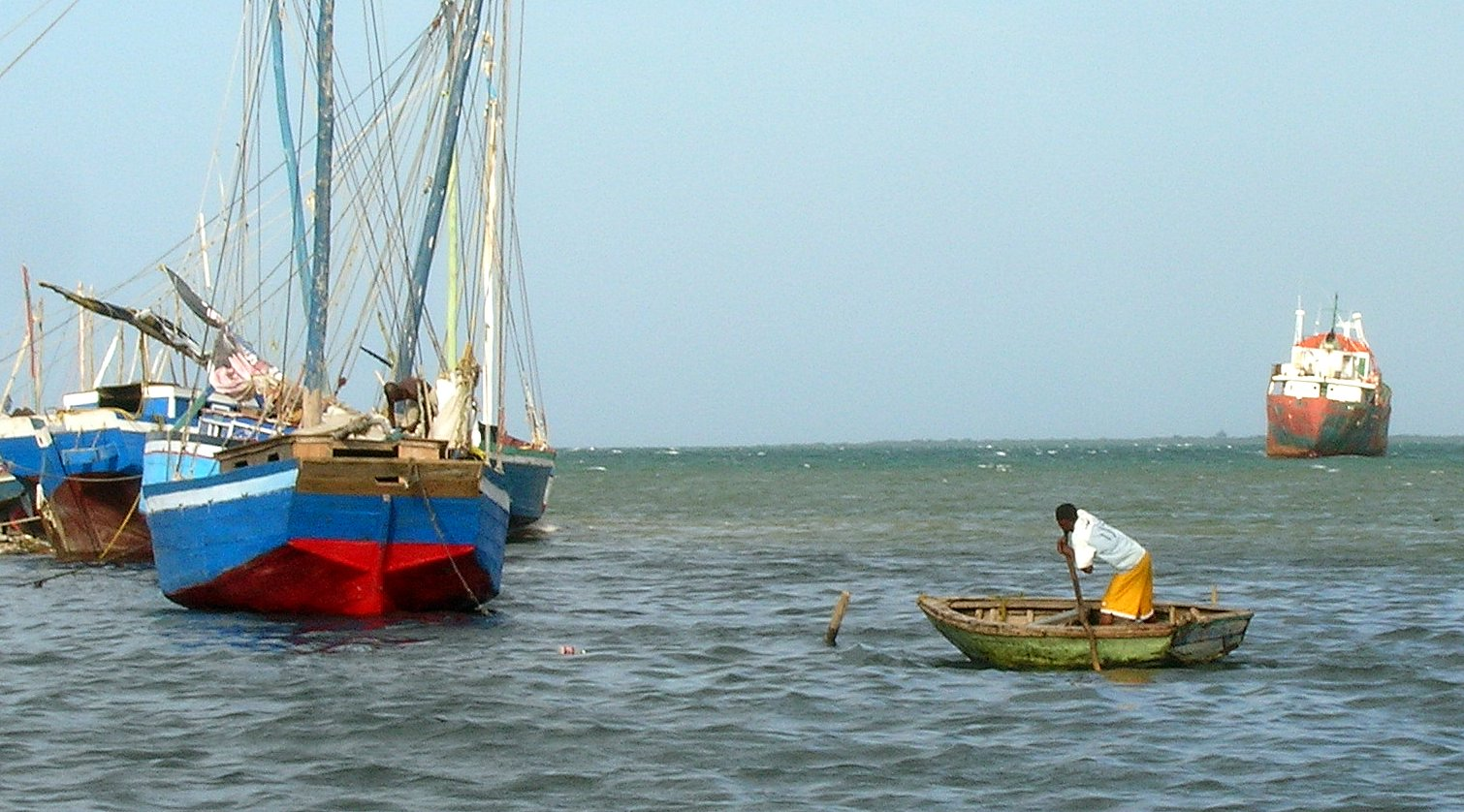
Annexe d'un voilier de pêche, mue à la perche.

Une annexe est une petite embarcation à rames, à perche, à voile ou à moteur, associée à un bateau de plus grande taille, et qui permet, lorsque celui-ci est au mouillage, de faire des allers-retours au port ou au rivage.
Sur la plupart des bateaux de plaisance, l’annexe est un canot pneumatique, qui présente l’avantage d’être léger et peu encombrant. Les voiliers à partir de 12 mètres environ peuvent le remplacer par un semi-rigide, au meilleur comportement marin, à poste sur un bossoir, ce qui évite de le gonfler à chaque utilisation.

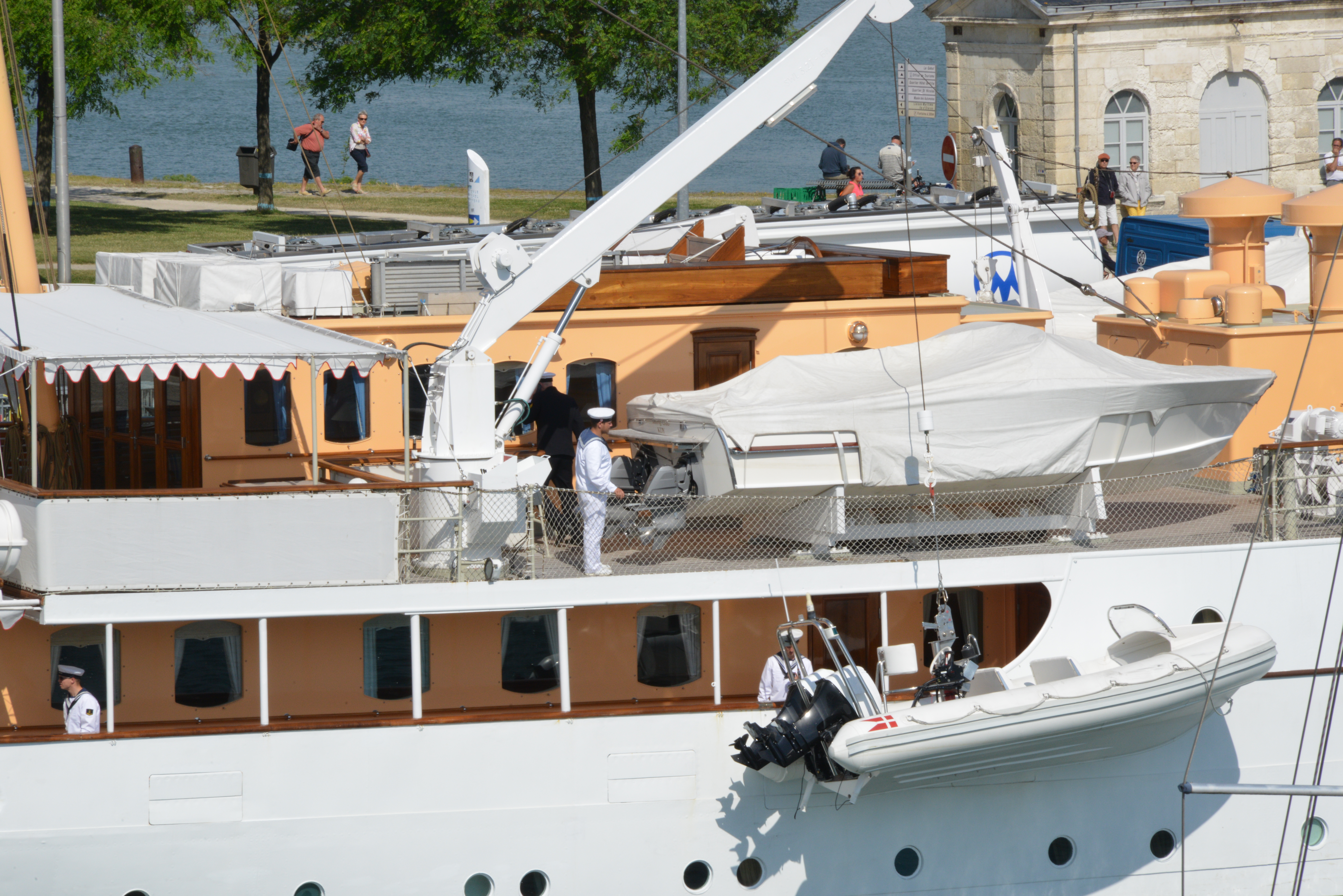
Annexe du yacht royal danois Dannebrog.

Les navires de plus grande taille peuvent porter des annexes qui sont elles-mêmes de grands bateaux. Ainsi, le super-yacht Le Grand Bleu, construit initialement pour l'oligarque pétrolier russe Roman Abramovitch, transporte ainsi deux « annexes » de grande taille : un voilier de croisière, le Sirius A, et un cabin cruiser à deux hélices, le Bellatrix, mesurant chacun près de 22 m de long.

## Réglementation et accidentologie
Légalement, une annexe n'a pas à être immatriculée mais doit porter sur son tableau arrière la mention Axe + nom du bateau principal. Par anglomanie, certains plaisanciers utilisent plutôt le terme Tender to + nom du bateau ou son abréviation T/T + nom du bateau, ce qui a le même sens.
Dans les statistiques d'accidents mortels de la navigation de plaisance, les accidents d'annexes comptent pour une part importante : en effet, il s'agit souvent de petites embarcations instables et légères, facilement entraînées au large par le vent et propulsées par des avirons assez faibles ou de petits moteurs hors bord capricieux. Par ailleurs, les plaisanciers surchargent souvent les annexes pour s'épargner les complications de faire plusieurs rotations entre la terre et le bateau principal.